# Thermoplasma
Thermoplasma è un genere di archei termofili (la temperatura ottimale è di 55 °C), acidofili, chemioorganotrofi e aerobi facoltativi (la loro respirazione si basa sulla riduzione dei solfati). Sono privi di parete cellulare, e per proteggersi dalle condizioni ambientali sfavorevoli hanno sviluppato un particolare tipo di membrana cellulare, contenente un lipopolisaccaride composto da un lipide tetraetere legato a unità di glucosio e mannosio.